# Eleazara distanti
Eleazara distanti är en insektsart som beskrevs av Schmidt 1911. Eleazara distanti ingår i släktet Eleazara och familjen dvärgstritar. Inga underarter finns listade i Catalogue of Life.